# Ryan Safari
Ryan Safari (30 mei 2003) is een Belgisch voetballer die sinds 2025 onder contract ligt bij RAAL La Louvière.

## Carrière
Safari ruilde in 2020 de jeugdopleiding van Sporting Charleroi voor die van Union Sint-Gillis. Vanaf het seizoen 2022/23 kwam hij met de Union-beloften uit in de Tweede afdeling. Safari liet zich daar opmerken door voor de jaarwisseling negen keer te scoren in dertien competitiewedstrijden.
In januari 2023 werd Safari door Union voor de rest van het seizoen uitgeleend aan Lierse Kempenzonen. Op 22 januari 2023 maakte hij zijn profdebuut: in de competitiewedstrijd tegen de RSCA Futures (3-3-gelijkspel) viel hij in de 82e minuut in voor Daan Vekemans. Safari raakte in zijn eerste halve seizoen in een profreeks aan elf competitie-optredens, vier als basisspeler en zeven als invaller. In de twee daaropvolgende seizoenen speelde hij opnieuw voor het beloftenelftal van Union.
In juni 2025 ondertekende Safari een eenjarig contract bij RAAL La Louvière, weliswaar om bij het beloftenelftal van de club te spelen.

## Clubstatistieken
| Seizoen         | Club                     | Land            | Competitie           | Competitie | Competitie | Beker | Beker | Supercup | Supercup | Europees | Europees | Totaal | Totaal |
| Seizoen         | Club                     | Land            | Competitie           | Wed.       | Dlp.       | Wed.  | Dlp.  | Wed.     | Dlp.     | Wed.     | Dlp.     | Wed.   | Dlp.   |
| --------------- | ------------------------ | --------------- | -------------------- | ---------- | ---------- | ----- | ----- | -------- | -------- | -------- | -------- | ------ | ------ |
| 2022/23         | Union Saint-Gilloise U23 | Vlag van België | Tweede afdeling ACFF | 15         | 9          | —     | —     | —        | —        | —        | —        | 15     | 9      |
| 2022/23         | → Lierse Kempenzonen     | Vlag van België | Eerste klasse B      | 11         | 0          | 0     | 0     | —        | —        | —        | —        | 11     | 0      |
| 2023/24         | Union Saint-Gilloise U23 | Vlag van België | Tweede afdeling ACFF | 24         | 5          | —     | —     | —        | —        | —        | —        | 24     | 5      |
| 2024/25         | Union Saint-Gilloise U23 | Vlag van België | Eerste afdeling ACFF | 9          | 1          | —     | —     | —        | —        | —        | —        | 9      | 1      |
| Carrière totaal | Carrière totaal          | Carrière totaal | Carrière totaal      | 59         | 15         | 0     | 0     | 0        | 0        | 0        | 0        | 59     | 15     |

Bijgewerkt op 7 juni 2025.
1 Valkenaers ·
3 Gilot ·
4 Faye  ·
5 Corneillie ·
7 Gobitaka ·
8 Gueulette ·
9 Guindo ·
10 Pau ·
11 Liongola ·
12 Loiseaux ·
13 Maisonneuve ·
14 Belkheir ·
15 Lahssaini ·
21 Peano ·
23 Ito ·
25 Lamego ·
26 Bongiovanni ·
27 Eyongo ·
28 Botella ·
31 Camara ·
38 Diallo ·
44 Klomp ·
49 Hoedaert ·
51 Sidibe ·
70 Nagera ·
71 Monteiro ·
98 Maës ·
Coach: Taquin